# 第6回ゴールデングローブ賞
第6回ゴールデングローブ賞

1949年3月16日
作品賞: 

黄金
ジョニー・ベリンダ
第6回ゴールデングローブ賞（だい6かいゴールデングローブしょう）は、1948年の映画を対象としており、1949年3月16日に授賞式が行われた。
作品賞は『黄金』と『ジョニー・ベリンダ』が受賞した。

## 受賞
- 作品賞（タイ）:
  - 『ジョニー・ベリンダ』
  - 『黄金』

- 男優賞:
  - ローレンス・オリヴィエ - 『ハムレット』

- 女優賞:
  - ジェーン・ワイマン - 『ジョニー・ベリンダ』

- 助演男優賞:
  - ウォルター・ヒューストン - 『黄金』

- 助演女優賞:
  - エレン・コービイ（英語版） - 『ママの想い出（英語版）』

- 監督賞: 
  - ジョン・ヒューストン - 『黄金』

- 脚本賞:
  - 『山河遥かなり』 - リチャード・シュヴァイザー

- 音楽賞:
  - 『赤い靴』 - ブライアン・イースデイル

- 撮影賞:
  - 『真珠』 - ガブリエル・フィゲロア（英語版）

- 特別子役賞:
  - イワン・ヤンドル（英語版） - 『山河遥かなり』

- 国際賞:
  - 『山河遥かなり』